# Villaurbana
Villaurbana är en ort och kommun i provinsen Oristano i regionen Sardinien i Italien. Kommunen hade 1 631 invånare (2017).